# Smithiantha amabilis
Smithiantha amabilis là một loài thực vật có hoa trong họ Tai voi. Loài này được (Decne.) Kuntze miêu tả khoa học đầu tiên năm 1891.